# Vatanabe Micuo
Vatanabe Micuo (Naszu, 1953. június 4. –) japán válogatott labdarúgó.

## Pályafutása

### Válogatottban
A japán válogatottban 28 mérkőzést játszott, melyeken 4 gólt szerzett.

## Statisztika
| Japán válogatott | Japán válogatott | Japán válogatott |
| Időszak          | Mérk.            | gól              |
| ---------------- | ---------------- | ---------------- |
| 1974             | 7                | 1                |
| 1975             | 12               | 3                |
| 1976             | 3                | 0                |
| 1977             | 0                | 0                |
| 1978             | 0                | 0                |
| 1979             | 6                | 0                |
| Összesen         | 28               | 4                |